# Ed (Miesbach)
Ed (früher auch Oed) ist ein Gemeindeteil von Miesbach auf der Gemarkung Wies im oberbayerischen Landkreis Miesbach.

## Ortsbeschreibung
Die Einöde Ed liegt östlich des Mangfalltals 2,5 km südwestlich des Miesbacher Bahnhofsplatzes. Seit Mitte der 1950er Jahre produzierte die Imkerei Beim Jager, beim historischen Bauernhaus von 1790, bis sie um 2015 unter dem Namen Honigfahrrad – Imkerei beim Jager in Ed mit neuen Bienenvölkern wieder in Betrieb genommen wurde und den Honig mit dem Fahrrad ausliefert.

## Bevölkerungsentwicklung
Um 1871 lebten in Ed neun Einwohner. Im Mai 1987 gab es nach einem vorübergehenden Anstieg auf 17 Einwohner um 1950 noch sechs Einwohner in zwei Häusern.
| Jahr      | 1871 | 1925 | 1950 | 1970 | 1987 |
| Einwohner | 9    | 9    | 17   | 11   | 6    |